# Pogo.com
Pogo.com est un site web vidéoludique appartenant à Electronic Arts. Il offre de nombreux jeux gratuits destiné aux joueurs occasionnels : des jeux de société, des puzzles, des jeux de sports et des jeux de lettres (comme le Scrabble). Les joueurs peuvent également s'inscrire, moyennant un abonnement payant, au Club Pogo, disposant ainsi d'options supplémentaire et d'une absence totale de publicité.
La plupart des titres proposés se jouent dans un navigateur web avec un plug-in Java. Les joueurs peuvent s'affronter à travers l'interface de Pogo.com, mais aussi dialoguer.
À côté de son service de jeux en ligne, Pogo.com fait aussi office de plate-forme de distribution de jeux. Les utilisateurs peuvent télécharger divers titres, généralement des versions « deluxe » des jeux jouables en ligne, qui s'installent normalement et ne nécessitent plus de connexion Internet pour être utilisés.
Depuis 2006, Pogo.com s'est taillé une place dans le top 10 des sites Internet les plus populaires aux États-Unis si l'ont tient compte du temps de connexion des visiteurs,. En avril 2009, il accueille 16,5 millions de visiteurs uniques par mois à l'échelle mondiale qui jouent plus de 56 minutes par jour. 
Les concurrents directs de Pogo.com sur le marché des joueurs occasionnels sont : Yahoo! Games, iWin et MSN Games.

## Identité visuelle

Ancien logo.
Logo actuel.